# Virtaal
Virtaal és una eina de traducció assistida per ordinador en programari lliure que s'ha desenvolupat utilitzant el conjunt d'eines Translate Toolkit, cosa que li permet processar un gran nombre de formats de traducció i localització.

## Principis de disseny
El principi clau darrere del disseny de Virtaal és l'optimització de la interfície per al localitzador. Això inclou garantir que totes les funcionalitats rellevants siguin accessibles amb el teclat i que la informació necessària es mostri sempre de manera òptima.

## Història
El desenvolupament de Virtaal començà el 2007 amb una versió inicial 0.1 feta a un petit nombre de localitzadors de codi obert. La versió 0.2, publicada l'octubre de 2008, en fou la primera versió oficial.